# جاك جيبسون (لاعب هوكي الجليد)
جاك جيبسون هو لاعب هوكي الجليد كندي، ولد في 18 أغسطس 1948 في بيكتون ‏ في كندا.

## وصلات خارجية
- جاك جيبسون على موقع EliteProspects.com (الإنجليزية)
- جاك جيبسون على موقع HockeyDB.com (الإنجليزية)
- جاك جيبسون على موقع Hockey-Reference.com (الإنجليزية)